# Grand Prix Szwajcarii 1949
Grand Prix Szwajcarii 1949 (oryg. IX Großer Preis der Schweiz) – jeden z wyścigów Grand Prix rozegranych w 1949 roku, a trzeci spośród tzw. Grandes Épreuves.

## Lista startowa
Na niebieskim tle kierowcy, którzy nie wzięli udziału w kwalifikacjach, lecz współdzielili samochód w czasie wyścigu
| Nr | Kierowca                | Zespół                    | Samochód          | Silnik       |   |
| -- | ----------------------- | ------------------------- | ----------------- | ------------ | - |
| 2  | Johnny Claes            | Ecurie Belge              | Talbot-Lago T26C  | Talbot L6    | ? |
| 8  | Philippe Étancelin      | prywatny                  | Talbot-Lago T26C  | Talbot L6    | ? |
| 12 | Georges Grignard        | prywatny                  | Talbot-Lago T26C  | Talbot L6    | ? |
| 14 | Pierre Levegh           | prywatny                  | Talbot-Lago T26C  | Talbot L6    | ? |
| 16 | Louis Rosier            | prywatny                  | Talbot-Lago T26C  | Talbot L6    | ? |
| 18 | Raymond Sommer          | prywatny                  | Talbot-Lago T26C  | Talbot L6    | ? |
| 20 | Giuseppe Farina         | prywatny                  | Maserati 4CLT/48  | Maserati L4s | ? |
| 22 | Prince Bira             | Scuderia Enrico Platé     | Maserati 4CLT/48  | Maserati L4s | ? |
| 24 | Frank Séchehaye         | Scuderia Enrico Platé     | Maserati 4CLT/48  | Maserati L4s | ? |
| 26 | Clemente Biondetti      | Lubri-Loy/3-L Racing Team | Talbot-Lago 700   | Talbot L8s   | ? |
| 28 | Reg Parnell             | Scuderia Ambrosiana       | Maserati 4CLT/48  | Maserati L4s | ? |
| 30 | Alberto Ascari          | Scuderia Ferrari          | Ferrari 125       | Ferrari V12s | ? |
| 34 | Luigi Villoresi         | Scuderia Ferrari          | Ferrari 125       | Ferrari V12s | ? |
| 36 | Peter Whitehead         | Scuderia Ferrari          | Ferrari 125       | Ferrari V12s | ? |
| 38 | Toni Branca             | prywatny                  | Maserati 4CL      | Maserati L4s | ? |
| 42 | Alfred Dattner          | prywatny                  | Simca Gordini T11 | Gordini L4   | ? |
| 44 | Rudi Fischer            | prywatny                  | Simca Gordini T11 | Gordini L4   | ? |
| 46 | Emmanuel de Graffenried | prywatny                  | Maserati 4CLT/48  | Maserati L4s | ? |
| 48 | Harry Schell            | Horschell Racing Corp     | Talbot-Lago T26C  | Talbot L6    | ? |
| 50 | Fred Ashmore            | Scuderia Ambrosiana       | Maserati 4CLT/48  | Maserati L4s | ? |
| Nr | Kierowca                | Zespół                    | Samochód          | Silnik       |   |

## Wyniki

### Kwalifikacje
Źródło: silhouet.com
| Poz. | Nr | Kierowca        | Konstruktor | Czas   | Poz. s. |
| ---- | -- | --------------- | ----------- | ------ | ------- |
| 1    | 20 | Giuseppe Farina | Maserati    | 2:50,4 | 1       |
| 2    | 22 | Prince Bira     | Maserati    | 2:53,2 | 2       |
| 3    | 30 | Alberto Ascari  | Ferrari     | 2:54,7 | 3       |

### Wyścig
Źródło: statsf1
| 1                 |    | 30       | Alberto Ascari          | Ferrari            | 40            | 1:59:24,6       |  |
| 2                 |    | 34       | Luigi Villoresi         | Ferrari            | 40            | +0:56,6         |  |
| 3                 |    | 18       | Raymond Sommer          | Talbot-Lago-Talbot | 40            | +1:06,7         |  |
| 4                 |    | 8        | Philippe Étancelin      | Talbot-Lago-Talbot | 40            | +1:43,3         |  |
| 5                 |    | 22       | Prince Bira             | Maserati           | 40            | +2:06,7         |  |
| 6                 |    | 16       | Louis Rosier            | Talbot-Lago-Talbot | 40            | +2:28,3         |  |
| 7                 |    | 46       | Emmanuel de Graffenried | Maserati           | 39            | +1 okr          |  |
| 8                 |    | 28       | Reg Parnell             | Maserati           | 39            | +1 okr          |  |
| 9                 |    | 36       | Peter Whitehead         | Ferrari            | 39            | +1 okr          |  |
| 10                |    | 14       | Pierre Levegh           | Talbot-Lago-Talbot | 38            | +2 okr          |  |
| 11                |    | 50       | Fred Ashmore            | Maserati           | 38            | +2 okr          |  |
| 12                |    | 12       | Georges Grignard        | Talbot-Lago-Talbot | 38            | +2 okr          |  |
| 13                |    | 2        | Johnny Claes            | Talbot-Lago-Talbot | 38            | +2 okr          |  |
| 14                |    | 38       | Toni Branca             | Maserati           | 37            | +3 okr          |  |
| 15                |    | 44       | Rudi Fischer            | Simca Gordini      | 36            | +4 okr          |  |
| 16                |    | 48       | Harry Schell            | Talbot-Lago-Talbot | 34            | +6 okr          |  |
| 17                |    | 42       | Alfred Dattner          | Simca Gordini      | 31            | +9 okr          |  |
| Niesklasyfikowani |    |          |                         |                    |               |                 |  |
|                   |    | 20       | Giuseppe Farina         | Maserati           | 13            | Ciśnienie oleju |  |
|                   |    | 24       | Frank Séchehaye         | Maserati           | 10            | Skrzynia biegów |  |
|                   |    | 26       | Clemente Biondetti      | Talbot-Lago-Talbot | 2             | Hamulce         |  |
| P                 | Nr | Kierowca | Konstruktor             | Okr.               | Czas / Strata | Komentarz       |  |

### Najszybsze okrążenie
Źródło: silhouet.com
| Nr | Kierowca        | Konstruktor | Czas   | Okr. |
| -- | --------------- | ----------- | ------ | ---- |
| 20 | Giuseppe Farina | Maserati    | 2:52,2 |      |